# Pardubický lihovar
Pardubický lihovar byl první velký průmyslový podnik v Pardubicích a jeden z nejvýznamnějších lihovarů v Rakousku-Uhersku a později v Československu. Původně to byla jen rafinerie lihu a posléze také výrobna kvasného lihového octa, z něhož se vyráběl octan olovnatý pro papírny.

## Začátky
V roce 1867 Ignác Wertheimer v Pardubicích na konci tehdejší Palackého třídy nedaleko kapličky sv. Marka u železnice založil továrnu na čištění lihu, která se později rozrostla v rafinerii. Po požáru v roce 1875 byl podnik obnoven na pozemcích zakoupených od J. Plocka a modernizován. V roce 1882 byla výroba rozšířena o produkci kvasného lihového octa, z něhož se vyráběl octan olovnatý pro papírny. V 80. letech 19. století dosahovala produkce 60 000 hl čistého lihu, 12 000 hl octové tresti a 15 q octanu olovnatého. Firma nesla název „První pardubická rafinerie lihu, továrna na likéry a octovou tresť Ignác Wertheimer“.

## Zlatý věk lihovaru
Po smrti zakladatele v roce 1899 převzala vedení firmy jeho manželka Berta a synové Max a Hugo. Max v letech 1903–1904 rozšířil závod o moderní průmyslový lihovar s destilačními aparáty typu „Pampe“, prvními tohoto druhu v monarchii. Vyráběl se zde surový líh z melasy, který byl ceněným exportním artiklem, vyváženým například do Švýcarska pod značkou „Schweitzer Feinsprint“. V továrně pracovalo kolem 300 dělníků.
V roce 1909 bylo obchodní vedení přesunuto do Prahy a během první světové války do Vídně. Po válce se vedení vrátilo do Prahy. V roce 1923 získala firma licenci na výrobu kolínské vody „Červená značka FARINA“. Roku 1924 se podnik změnil na akciovou společnost se sídlem v Praze pod názvem „Pardubická rafinerie lihu, továrna na likéry a octovou tresť I. Wertheimer akc. spol.“ s kapitálem 6 milionů Kčs. V roce 1928 byla postavena nová budova likérky a rozšířeno skladiště.  
V roce 1930 továrnu zasáhl požár, který zničil 8 tisíc hl lihu a značnou část zařízení, ale výroba byla do roku obnovena. Již před rokem 1931 zde byla vyřešena výroba bezvodého lihu pro mísení s benzinem. Roku 1933 byla rekonstruována kotelna a do Pardubic přesunuta výroba ze zrušeného lihovaru v Šenově na Moravě. V roce 1937 byla postavena nová octárna, v roce 1939 zvýšena budova kvasírny a odparka.  

#### Proměna za 2. světové války a za komunismu
Během druhé světové války byl podnik pod nucenou německou správou a pro nedostatek surovin byla v roce 1942 výroba zastavena. Po osvobození byl podnik od 1. ledna 1946 znárodněn pod názvem „Pardubické závody lihovarské, národní podnik se sídlem v Pardubicích“. Byla obnovena výroba kolínské vody pod značkou „PARKOS“ a do podniku byla začleněna likérka HOBÉ i lihovar v Chrudimi.  
V roce 1948 vznikly „Východočeské lihovary a octárny, národní podnik“, jehož základním závodem byl pardubický lihovar. Roku 1955 byl lihovar připojen na parovod z pardubické elektrárny a zrušena kotelna. Od roku 1958 se stal součástí podniku „Východočeské konzervárny a lihovary n. p.“ se sídlem v Novém Městě nad Metují. V roce 1967 oslavil závod 100 let svého trvání a získal titul „Závod socialistické práce“.  

## Zánik lihovaru
Po roce 1990 se stal samostatným státním podnikem HOBÉ, ale postupně byl privatizován. V roce 1993 jej získala firma ATLATIC s.r.o., která zde vyráběla i košer vodku. Kvůli nevyřešeným majetkovým poměrům výroba upadala, a nakonec byla zastavena. Roku 2003 získala areál firma SALER z Českých Budějovic, ale budovy byly už zcela zbořeny.